# Карл Кюпфмюллер
Карл Крістіан Фрідріх Кюпфмюллер (нім. Karl Christian Friedrich Küpfmüller; 6 жовтня 1897, Нюрнберг — 26 грудня 1977, Дармштадт) — німецький інженер-електротехнік, один з піонерів інформаційних технологій. Кавалер Лицарського хреста Хреста Воєнних заслуг з мечами.

## Біографія
Учасник Першої світової війни, після завершення якої працював у відділі телеграфних досліджень німецької пошти в Берліні як співробітник Карла Віллі Вагнера. З 1921 року — головний інженер центральної лабораторії компанії Siemens в Берліні. З 1928 року — професор загальної і теоретичної електротехніки Данцигського вищого технічного училища, потім — Берлінського університету. В 1928 році видав аналіз систем АРП. 1 вересня 1933 року вступив у НСКК, в травні 1934 року  — в СА, член штабу 6-ї бригади СА (Берлін). 1 квітня 1937 року перейшов у СС, 1 травня вступив у НСДАП. З 1 квітня 1937 року — директор відділу досліджень і розробок технологій зв'язку, з 1941 року — центрального відділу досліджень і розробок Siemens. З 1 серпня 1939 року — член штабу оберабшніту СС Шпрее. В квітні 1945 року потрапив у американський полон. З 1952 року очолював кафедру комунікативної інженерії Дармшатдського вищого технічного училища. В 1963 році вийшов на пенсію.

## Звання
- Віце-фельдфебель Імперської армії
- Роттенфюрер СА (травень 1934)
- Обершарфюрер СС (1 квітня 1937)
- Унтерштурмфюрер СС (1 серпня 1939)
- Оберштурмфюрер СС (9 листопада 1940)
- Гауптштурмфюрер СС (30 січня 1942)
- Штурмбаннфюрер СС (9 листопада 1943)
- Оберштурмбаннфюрер СС (20 квітня 1944)

## Нагороди
- Залізний хрест 2-го класу
- Нагрудний знак «За поранення» в чорному
- Медаль Гаусса-Вебера (1932)
- Почесний хрест ветерана війни з мечами
- Хрест Воєнних заслуг 2-го і 1-го класу з мечами і без мечів
  - 2-го класу без мечів (1943)
  - 1-го класу без мечів (12 травня 1943)
- Премія Фріца Тодта в золоті (4 лютого 1944)
- Почесний доктор інженерних наук Данцигського університету (1944)
- Лицарський хрест Хреста Воєнних заслуг з мечами (30 квітня 1945)
- Плакета Філіппа Райса (1952)
- Повноправний член Академії наук Майнца (1954)
- Золота медаль Цедергрена (1959)
- Почесне кільце Асоціації німецьких електротехніків (1962)
- Культурна премія міста Нюрнберг (1963)
- Почесний член Асоціації німецьких електротехніків (1964)
- Почесний член Німецького товариства кібернетики (1969)
- Кільце Вернера фон Сіменса (1968) — за внесок в теорію телекомунікацій та інші електротехнології.
- Почесний доктор інженерних наук Ерлангенського університету (1976)
- Почесний знак DIN (1976)
- Відзнака Йоганна-Генріха Мерка міста Дармштадт (1977)
- Медаль Кармарша (1977)